# Rhizophagus simplex
Rhizophagus simplex is een keversoort uit de familie kerkhofkevers (Monotomidae). De wetenschappelijke naam van de soort werd in 1884 gepubliceerd door Edmund Reitter.